# Asesinato de Dru Sjodin
Dru Katrina Sjodin (Pequot Lakes, Minnesota; 26 de septiembre de 1981 - Grand Forks, Dakota del Norte; 22 de noviembre de 2003) fue una joven estadounidense que fue secuestrada en el aparcamiento del centro comercial Columbia Mall de Grand Forks (Dakota del Norte), por Alfonso Rodríguez Jr. el mismo día. Su desaparición y asesinato suscitó una gran cobertura mediática e impulsó la creación del Registro Público Nacional de Delincuentes Sexuales de Dru Sjodin.

## Asesinato
A las 16 horas del sábado 22 de noviembre de 2003, Sjodin, una estudiante universitaria de 22 años de la Universidad Estatal de Dakota del Norte y miembro de la hermandad Gamma Phi Beta, terminó su turno en la tienda Victoria's Secret situada en el centro comercial Columbia Mall de Grand Forks (Dakota del Norte). Después de comprar un bolso nuevo en Marshall Field's, Sjodin salió del centro comercial y comenzó a caminar hacia su Oldsmobile Cutlass de 1994. Durante este tiempo, Sjodin estaba hablando con su novio, Chris Lang, por teléfono móvil. A los cuatro minutos de conversación, Lang informa de que Sjodin estaba diciendo "Vale, vale", antes de que la llamada terminara bruscamente. Lang sospechó que la llamada se había cortado y como Sjodin no dio ninguna sensación de urgencia, Lang no pensó nada al respecto. Unas tres horas más tarde, Lang recibió otra llamada desde su teléfono móvil, pero sólo oyó estática y el sonido de botones pulsados. Las autoridades informaron de que esta segunda llamada se originó en algún lugar cerca de Fisher (Minnesota), pero ese dato no pudo ser confirmadoo. Esta segunda llamada y el hecho de que Sjodin no se presentara en su otro trabajo, en el club nocturno El Roco, suscitaron preocupación por su paradero. Una semana después, el 1 de diciembre, se detuvo a un sospechoso, Alfonso Rodríguez Jr. (nacido el 18 de febrero de 1953), delincuente sexual registrado de 50 años de edad, en relación con su desaparición.

## Autoría y proceso
Alfonso Rodríguez Jr. era hijo de los trabajadores agrícolas migrantes Dolores y Alfonso Rodríguez Sr., que viajaban entre Crystal City (Texas) y Minnesota y decidieron establecerse en 1963 en Crookston (Minnesota). Admitió haber consumido muchas drogas durante su juventud y cometió su primera agresión sexual con arma blanca cuando tenía 21 años, al intentar violar a una mujer a la que pidió que le llevara a casa. Rodríguez había salido de prisión el 1 de mayo de 2003, tras cumplir una condena de 23 años por violación, agresión con agravantes y secuestro de una mujer. Rodríguez también se había declarado culpable de violación y había sido condenado varias veces por violación. Tenía un largo historial delictivo que incluía repetidas agresiones sexuales contra mujeres. Fue puesto en libertad como delincuente sexual de nivel 3 en Minnesota, lo que significaba que tenía muchas probabilidades de reincidir.

### Investigación policial
Los informes policiales indican que Rodríguez afirmó haber estado cerca del centro comercial Columbia la noche de la desaparición de Sjodin, supuestamente viendo El mexicano en el cine del centro comercial. Las investigaciones posteriores revelaron recibos de compras de Rodríguez en varias tiendas del mismo, incluido uno de una tienda Menards cercana por un cuchillo. En particular, Rodríguez poseía dos cuchillos específicos para herramientas que sólo estaban disponibles en una tienda de artículos para el hogar situada aproximadamente a un kilómetro y medio del centro comercial. Estos cuchillos, sin embargo, no fueron comprados el día que Sjodin desapareció, y su fecha exacta de compra sigue siendo desconocida. En el coche de Rodríguez, la policía encontró uno de estos cuchillos sumergido en una solución limpiadora en el hueco de la rueda trasera. Además, en el vehículo se encontraron un zapato de mujer y otro cuchillo con sangre que coincidía con el ADN de Sjodin.
El cuerpo de Sjodin fue encontrado el 17 de abril de 2004, al oeste de Crookston (Minnesota), cuando la nieve empezaba a derretirse. También era la localidad en la que Rodríguez vivía con su madre. El cuerpo de Sjodin fue encontrado parcialmente desnudo y boca abajo en un barranco. Tenía las manos atadas a la espalda; había sido golpeada, apuñalada y agredida sexualmente, y presentaba varias laceraciones, incluido un corte de cinco pulgadas y media en el cuello. También tenía una cuerda atada al cuello y se encontraron restos de una bolsa de la compra bajo la cuerda, lo que sugiere que le habían colocado una bolsa en la cabeza. El forense llegó a la conclusión de que había muerto a consecuencia de la herida en el cuello, por asfixia o por exposición a la intemperie. Miles de personas colaboraron en la búsqueda de Sjodin y cientos asistieron a su funeral.

### Juicio y sentencia
Dado que Sjodin había sido secuestrado en otro estado, el delito se convirtió en un caso federal en virtud de la Ley Federal de Secuestros, lo que significaba que Rodríguez podía ser condenado a la pena de muerte, una posibilidad no permitida por las leyes de Dakota del Norte ni de Minnesota, ya que en ninguno de los dos estados aplicaba dicha penal capital. Fue el primer caso de pena de muerte en un siglo que tuvo lugar en Dakota del Norte. El fiscal federal Drew Wrigley y los fiscales adjuntos Keith Reisenauer y Norman Anderson instruyeron la causa contra Rodríguez. El 30 de agosto de 2006, fue declarado culpable en un tribunal federal de secuestro con resultado de muerte por el asesinato de Dru Sjodin, y el 22 de septiembre de 2006, el jurado recomendó que se le impusiera la pena de muerte. El 8 de febrero de 2007, Rodríguez fue condenado formalmente a muerte por el juez de distrito Ralph R. Erickson. Está encarcelado en la Penitenciaría de Coleman, en el estado de Florida. El juez Erickson dispuso que Rodríguez fuera ejecutado en Dakota del Sur.
Rodríguez admitió posteriormente su culpabilidad en una entrevista en el corredor de la muerte con el doctor Michael Welner el 28 de junio de 2013. En octubre de 2011, los abogados de la defensa presentaron una moción federal de habeas corpus alegando que Rodríguez tiene una discapacidad mental.

### Apelaciones
En 2021, el mismo juez que condenó a Rodríguez a muerte, Ralph R. Erickson, quien pasó al Tribunal de Apelaciones de los Estados Unidos para el Octavo Circuito, anuló su sentencia y ordenó que se llevara a cabo una nueva fase de sentencia debido al "testimonio engañoso de un médico forense y a las limitaciones de las pruebas de salud mental". El testimonio ante el tribunal de Michael McGee, el médico forense del condado de Ramsey, fue "poco fiable, engañoso e inexacto" y que los abogados de Rodríguez le hicieron un flaco favor al optar por limitar la evaluación de la salud mental de su cliente, que podría haber dado lugar al posible uso de la defensa por demencia.
El 14 de marzo de 2023, los fiscales anunciaron que ya no pedirían la pena de muerte para Rodríguez. En su lugar, fue condenado a cadena perpetua sin libertad condicional el 18 de mayo de 2023.